# Léon Joubert

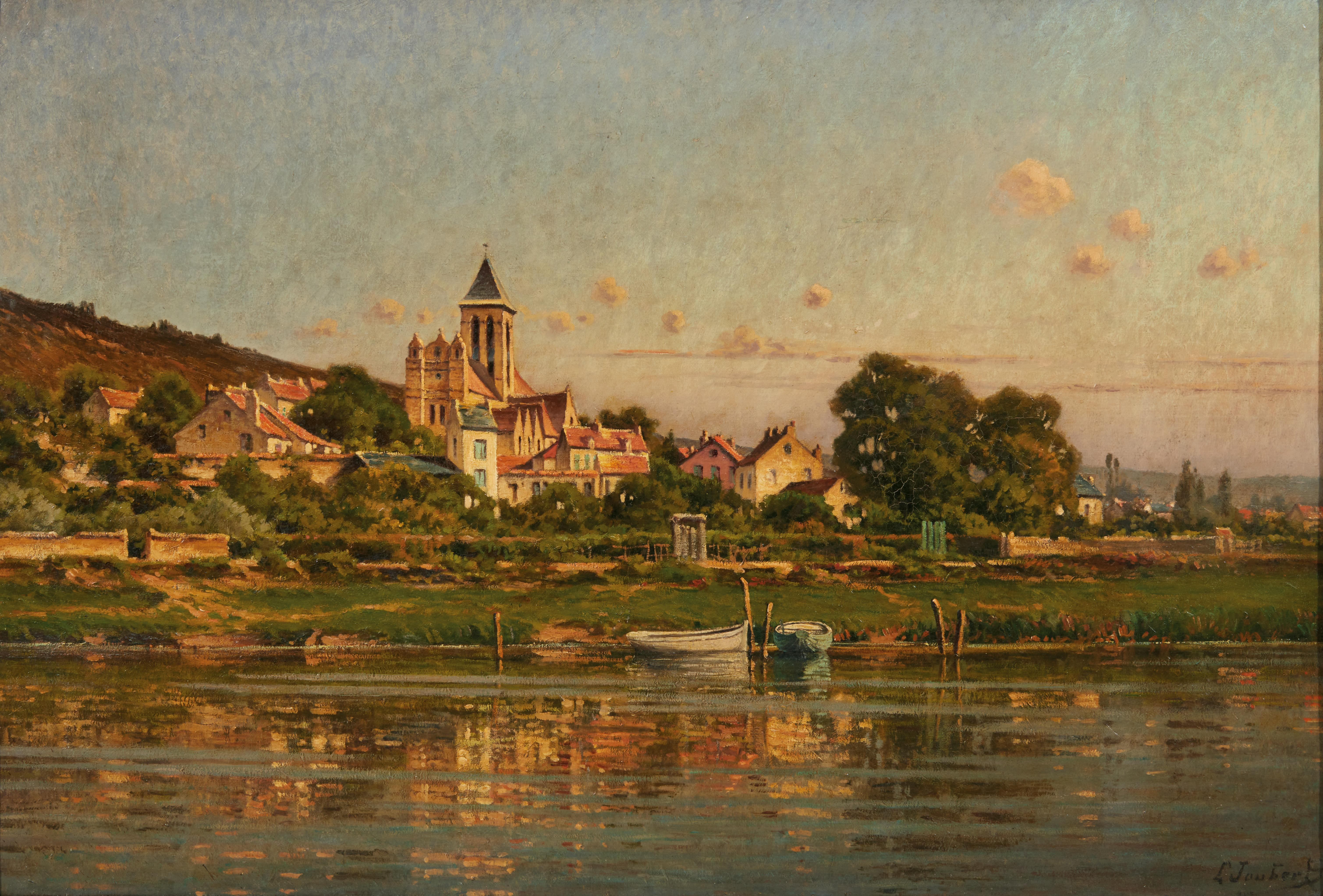
Léon Joubert: Vue de Vétheuil (Ansicht von Vétheuil)

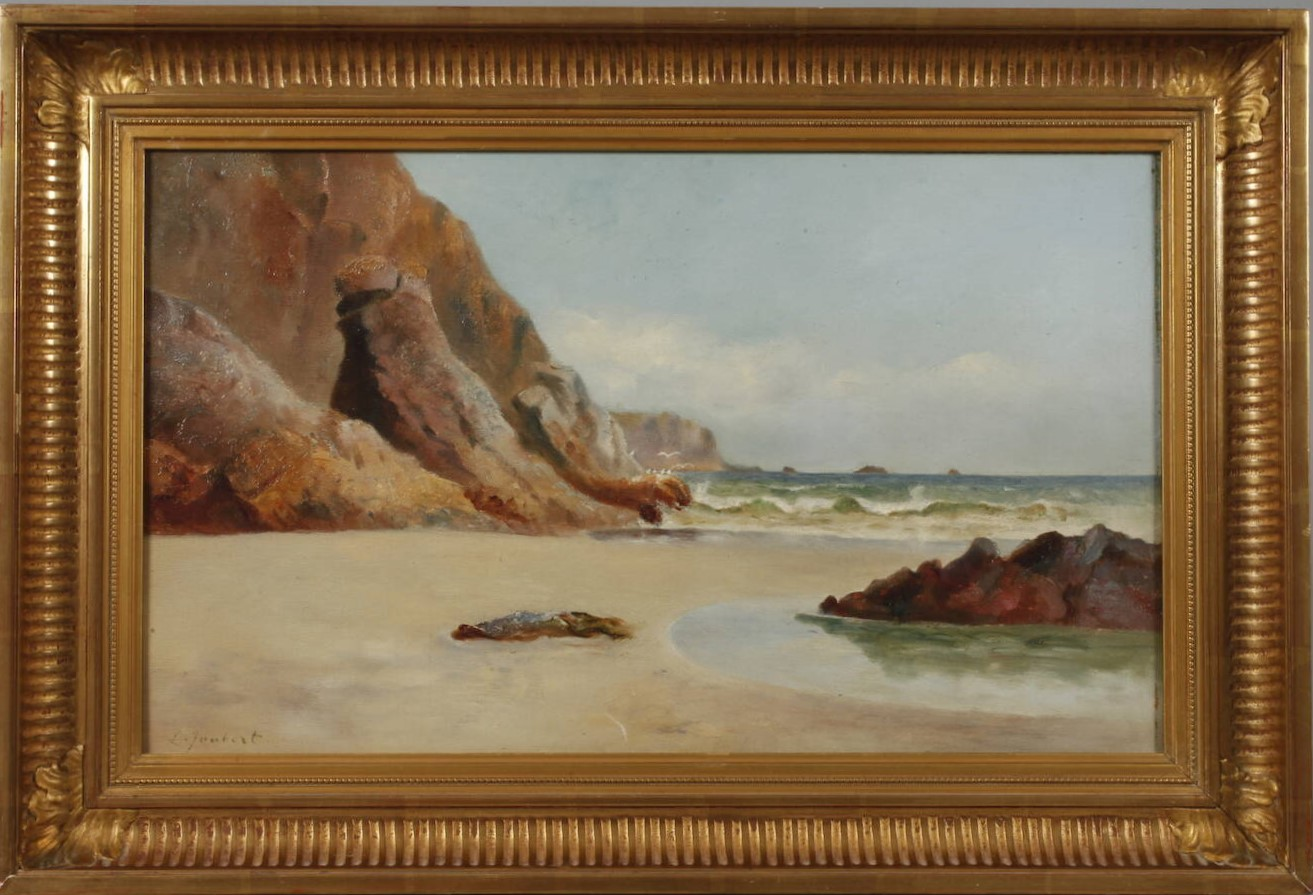
Léon Joubert: An der Steilküste

Léon Joubert (* 1851 in Quimper, Frankreich; † 1928 in Paris) war ein französischer Landschaftsmaler des späten 19. und frühen 20. Jahrhunderts und Schüler von Fernand Cormon (1845–1924), Adolphe Guillon (1829–1896) und Léon Germain Pelouse (1838–1891), dem Gründer der École de Cernay. Die Werke von Leon Joubert zeigen einen Einfluss der Schule von Barbizon, er entwickelte seinen Stil weiter in Richtung Impressionismus. Ansichten von Städten und Dörfern an den Ufern von Flüssen und Bächen sind ein häufiges Motiv. Neben einer ausgewogene Farbgebung in hellen, zumeist sandigen und zartgrünen Naturtönen zeichnen sich seine Werke auch durch eine detaillierte Darstellung  und eine realistische Farbigkeit aus. Ab 1883 war er Mitglied der Societät de Art francaises, 1889 und 1900 wurde er auf der Weltausstellung in Paris mit einer Bronzemedaille geehrt. Bei seinem Tod wohnte er in der Rue de Bagneux 7 (jetzt Rue Jean-Ferrandi No 7), Arr. 6, Paris.